# Piepenbrock Preis für Skulptur
Der Piepenbrock Preis für Skulptur wurde von 1988 bis 2008 alle zwei Jahre von der Kulturstiftung Hartwig Piepenbrock in Berlin vergeben. Die Auszeichnung war der höchstdotierte Skulpturenpreis Europas (50.000 Euro). Er wurde seit 1998 im Hamburger Bahnhof (Berlin) – Museum für Gegenwart – verliehen. Über die Preisträger erschien jeweils eine kleine Publikation.

## Preisträger
- 1988: Max Bill
- 1990: Ernst Hermanns
- 1992: Alf Lechner
- 1994: Franz Erhard Walther
- 1996: Erwin Heerich
- 1998: Ulrich Rückriem
- 2000: Eduardo Chillida
- 2002: Tony Cragg
- 2004: Dani Karavan
- 2006: Rebecca Horn
- 2008: Katharina Fritsch